# 트리앙굴로
《트리앙굴로》(스페인어: Triángulo)은 1992년 방영된 멕시코의 텔레노벨라이다.